# Assemblea parlamentare della Bosnia ed Erzegovina
L'Assemblea parlamentare della Bosnia ed Erzegovina (Parlementarna skupština Bosne i Hercegovine) è il corpo legislativo bicamerale della Bosnia ed Erzegovina. Consiste delle seguenti due camere:
- La Camera dei rappresentanti (Predstavnički dom/Zastupnički dom), che conta 42 membri eletti ogni quattro anni con il sistema proporzionale.
- La Camera dei popoli (Dom naroda), che conta 15 membri nominati dai Parlamenti delle repubbliche (entità) costituenti: 5 membri eletti dal Gruppo bosgnacco della Camera dei Popoli del Parlamento della Federazione di Bosnia ed Erzegovina (5 delegati bosgnacchi), 5 membri eletti dal Gruppo croato della Camera dei popoli del Parlamento della Federazione di Bosnia ed Erzegovina (5 delegati croati), 5 membri eletti dall'Assemblea nazionale della Repubblica Srpska (5 delegati serbi).